# European Gymnastics
European Gymnastics is een van de vijf continentale sportbonden die in de Fédération Internationale de Gymnastique (FIG) de belangen van de nationale bonden in Europa vertegenwoordigt. De Europese bond werd opgericht op 27 maart 1982 als European Union of Gymnastics (Frans: Union Européenne de Gymnastique of UEG) en nam zijn huidige naam aan op 1 april 2020.
De bond zetelt sinds 2020 aan de Avenue de la Gare 12 in het Zwitserse Lausanne. Dit gebouw was van 2008 tot 2016 de zetel van de mondiale Fédération Internationale de Gymnastique, de sportbond waar European Gymnastics deel van uitmaakt. De FIG verhuisde vervolgens naar een aangrenzende nieuwbouw. In het gebouw zetelen tevens de International World Games Association, de Gymnastics Ethics Foundation en de International Sports Press Association.
De European Union of Gymnastics, en sinds 2020 European Gymnastics zijn de organisator van de Europese kampioenschappen gymnastiek, gezamenlijk georganiseerd in de jaren dat elke discipline wordt bekampt, maar onderverdeeld in aparte EK's per discipline.
| Discipline           | Competitie                                                           | Eerste kampioenschap | Huidige frequentie           |
| -------------------- | -------------------------------------------------------------------- | -------------------- | ---------------------------- |
| Toestelturnen        | Europees kampioenschap toestelturnen Heren                           | 1955                 | Jaarlijks                    |
| Toestelturnen        | Europees kampioenschap toestelturnen Dames                           | 1957                 | Jaarlijks                    |
| Trampoline           | Europees kampioenschap Tumbling, Trampoline & Dubbele Minitrampoline | 1969                 | Tweejaarlijks (even jaren)   |
| Ritmische gymnastiek | Europese kampioenschappen ritmische gymnastiek                       | 1978                 | Jaarlijks                    |
| Acrogym              | Europese kampioenschappen Acrogym                                    | 1978                 | Tweejaarlijks (oneven jaren) |
| TeamGym              | Europese kampioenschappen teamgym                                    | 1996                 | Tweejaarlijks (even jaren)   |
| Aerobics             | Europese kampioenschappen sport aerobics                             | 1999                 | Tweejaarlijks (oneven jaren) |

Sinds 2018 en de inrichting van de Europese Kampioenschappen worden de verschillende Europese kampioenschappen gymnastiek om de vier jaar gebundeld met Europese kampioenschappen van andere sporten.